# Tawa Katsina
Tawa Katsina (tra la fine del XVI secolo e l’inizio del XVII secolo – metà del XVII secolo) è stato un condottiero nativo americano della tribù Hopi.
La tradizione orale Hopi tramanda la figura di Tawa Katsina come leggendario condottiero semi-divino e narra che nacque da un raggio di sole (il nome Tawa Katsina è appunto legato al culto del sole) e che morì in una notte senza luna. La tradizione orale Hopi  è molto ricca di racconti e aneddoti circa il condottiero.

## Biografia
I dati storici su Tawa Katsina sono al contrario piuttosto esigui: la data di nascita viene collocata attorno al 1600 e la morte attorno al 1650. Si sa che sotto il suo comando gli Hopi raggiunsero una discreta espansione e potenza nella loro area, probabilmente la maggiore in assoluto nella storia Hopi, anche se certamente le conquiste non furono dell'entità descritta nelle leggende del popolo, che parlano di un territorio conquistato di un'espansione pari a circa 140 volte  rispetto all'area controllata dagli Hopi precedentemente.